# Farouk Ben Mustapha
Farouk Ben Mustapha (Biserta, 1º luglio 1989) è un calciatore tunisino, portiere dell'Espérance e della nazionale tunisina.

## Statistiche

### Cronologia presenze e reti in nazionale
| Cronologia completa delle presenze e delle reti in nazionale ― Tunisia | Cronologia completa delle presenze e delle reti in nazionale ― Tunisia | Cronologia completa delle presenze e delle reti in nazionale ― Tunisia | Cronologia completa delle presenze e delle reti in nazionale ― Tunisia | Cronologia completa delle presenze e delle reti in nazionale ― Tunisia | Cronologia completa delle presenze e delle reti in nazionale ― Tunisia | Cronologia completa delle presenze e delle reti in nazionale ― Tunisia | Cronologia completa delle presenze e delle reti in nazionale ― Tunisia |
| Data                                                                   | Città                                                                  | In casa                                                                | Risultato                                                              | Ospiti                                                                 | Competizione                                                           | Reti                                                                   | Note                                                                   |
| ---------------------------------------------------------------------- | ---------------------------------------------------------------------- | ---------------------------------------------------------------------- | ---------------------------------------------------------------------- | ---------------------------------------------------------------------- | ---------------------------------------------------------------------- | ---------------------------------------------------------------------- | ---------------------------------------------------------------------- |
| 15-8-2012                                                              | Radès                                                                  | Tunisia                                                                | 2 – 2                                                                  | Iran                                                                   | Amichevole                                                             | -2                                                                     |                                                                        |
| 16-10-2012                                                             | Abu Dhabi                                                              | Egitto                                                                 | 0 – 1                                                                  | Tunisia                                                                | Amichevole                                                             | -                                                                      |                                                                        |
| 7-1-2013                                                               | Al Wakrah                                                              | Tunisia                                                                | 1 – 1                                                                  | Etiopia                                                                | Amichevole                                                             | -                                                                      | 46’                                                                    |
| 6-7-2013                                                               | Susa                                                                   | Tunisia                                                                | 0 – 1                                                                  | Marocco                                                                | Qual. campionato delle Nazioni Africane 2014                           | -1                                                                     |                                                                        |
| 13-7-2013                                                              | Tangeri                                                                | Marocco                                                                | 0 – 0                                                                  | Tunisia                                                                | Qual. campionato delle Nazioni Africane 2014                           | -                                                                      |                                                                        |
| 14-8-2013                                                              | Radès                                                                  | Tunisia                                                                | 3 – 0                                                                  | Rep. del Congo                                                         | Amichevole                                                             | -                                                                      | 46’                                                                    |
| 5-3-2014                                                               | Cornellà de Llobregat                                                  | Colombia                                                               | 1 – 1                                                                  | Tunisia                                                                | Amichevole                                                             | -1                                                                     | 18’                                                                    |
| 28-5-2014                                                              | Seul                                                                   | Corea del Sud                                                          | 0 – 1                                                                  | Tunisia                                                                | Amichevole                                                             | -                                                                      | 90’                                                                    |
| 7-6-2014                                                               | Bruxelles                                                              | Belgio                                                                 | 1 – 0                                                                  | Tunisia                                                                | Amichevole                                                             | -1                                                                     |                                                                        |
| 6-9-2014                                                               | Monastir                                                               | Tunisia                                                                | 2 – 1                                                                  | Botswana                                                               | Qual. Coppa d'Africa 2015                                              | -1                                                                     |                                                                        |
| 10-9-2014                                                              | Il Cairo                                                               | Egitto                                                                 | 0 – 1                                                                  | Tunisia                                                                | Qual. Coppa d'Africa 2015                                              | -                                                                      |                                                                        |
| 31-3-2015                                                              | Nanchino                                                               | Cina                                                                   | 1 – 1                                                                  | Tunisia                                                                | Amichevole                                                             | -1                                                                     |                                                                        |
| 9-10-2015                                                              | Radès                                                                  | Tunisia                                                                | 3 – 3                                                                  | Gabon                                                                  | Amichevole                                                             | -2                                                                     | 56’                                                                    |
| 28-3-2017                                                              | Marrakech                                                              | Marocco                                                                | 1 – 0                                                                  | Tunisia                                                                | Amichevole                                                             | -1                                                                     | 58’                                                                    |
| 23-3-2018                                                              | Rades                                                                  | Tunisia                                                                | 1 – 0                                                                  | Iran                                                                   | Amichevole                                                             | -                                                                      |                                                                        |
| 18-6-2018                                                              | Volgograd                                                              | Tunisia                                                                | 1 – 2                                                                  | Inghilterra                                                            | Mondiali 2018 - 1º turno                                               | -1                                                                     | 15’                                                                    |
| 23-6-2018                                                              | Mosca                                                                  | Belgio                                                                 | 5 – 2                                                                  | Tunisia                                                                | Mondiali 2018 - 1º turno                                               | -5                                                                     |                                                                        |
| 9-9-2018                                                               | Manzini                                                                | eSwatini                                                               | 0 – 2                                                                  | Tunisia                                                                | Qual. Coppa d'Africa 2019                                              | -                                                                      |                                                                        |
| 13-10-2018                                                             | Radès                                                                  | Tunisia                                                                | 1 – 0                                                                  | Niger                                                                  | Qual. Coppa d'Africa 2019                                              | -                                                                      | cap. 90+4’                                                             |
| 16-10-2018                                                             | Niamey                                                                 | Niger                                                                  | 1 – 2                                                                  | Tunisia                                                                | Qual. Coppa d'Africa 2019                                              | -1                                                                     | cap.                                                                   |
| 16-11-2018                                                             | Alessandria d'Egitto                                                   | Egitto                                                                 | 3 – 2                                                                  | Tunisia                                                                | Qual. Coppa d'Africa 2019                                              | -3                                                                     |                                                                        |
| 20-11-2018                                                             | Radès                                                                  | Tunisia                                                                | 0 – 1                                                                  | Marocco                                                                | Amichevole                                                             | -1                                                                     |                                                                        |
| 26-3-2019                                                              | Blida                                                                  | Algeria                                                                | 1 – 0                                                                  | Tunisia                                                                | Amichevole                                                             | -1                                                                     | cap.                                                                   |
| 7-6-2019                                                               | Radès                                                                  | Tunisia                                                                | 2 – 0                                                                  | Iraq                                                                   | Amichevole                                                             | -                                                                      | 46’                                                                    |
| 17-6-2019                                                              | Radès                                                                  | Tunisia                                                                | 2 – 1                                                                  | Burundi                                                                | Amichevole                                                             | -1                                                                     |                                                                        |
| 24-6-2019                                                              | Suez                                                                   | Tunisia                                                                | 1 – 1                                                                  | Angola                                                                 | Coppa d'Africa 2019 - 1º turno                                         | -1                                                                     |                                                                        |
| 8-7-2019                                                               | Ismailia                                                               | Ghana                                                                  | 1 – 1 dts (4 – 5 dtr)                                                  | Tunisia                                                                | Coppa d'Africa 2019 - Ottavi di finale                                 | -                                                                      | 120’                                                                   |
| 6-9-2019                                                               | Radès                                                                  | Tunisia                                                                | 1 – 0                                                                  | Mauritania                                                             | Amichevole                                                             | -                                                                      |                                                                        |
| 12-10-2019                                                             | Radès                                                                  | Tunisia                                                                | 0 – 0                                                                  | Camerun                                                                | Amichevole                                                             | -                                                                      |                                                                        |
| 15-11-2019                                                             | Radès                                                                  | Tunisia                                                                | 4 – 1                                                                  | Libia                                                                  | Qual. Coppa d'Africa 2021                                              | -1                                                                     |                                                                        |
| 19-11-2019                                                             | Malabo                                                                 | Guinea Equatoriale                                                     | 0 – 1                                                                  | Tunisia                                                                | Qual. Coppa d'Africa 2021                                              | -                                                                      |                                                                        |
| 9-10-2020                                                              | Tunisi                                                                 | Tunisia                                                                | 3 – 0                                                                  | Sudan                                                                  | Amichevole                                                             | -                                                                      | 80’                                                                    |
| 13-10-2020                                                             | Abuja                                                                  | Nigeria                                                                | 1 – 1                                                                  | Tunisia                                                                | Amichevole                                                             | -1                                                                     | 28’                                                                    |
| 13-11-2020                                                             | Radès                                                                  | Tunisia                                                                | 1 – 0                                                                  | Tanzania                                                               | Qual. Coppa d'Africa 2021                                              | -                                                                      |                                                                        |
| 17-11-2020                                                             | Radès                                                                  | Tanzania                                                               | 1 – 1                                                                  | Tunisia                                                                | Qual. Coppa d'Africa 2021                                              | -1                                                                     |                                                                        |
| 25-3-2021                                                              | Bengasi                                                                | Libia                                                                  | 2 – 5                                                                  | Tunisia                                                                | Qual. Coppa d'Africa 2021                                              | -2                                                                     |                                                                        |
| 3-9-2021                                                               | Radès                                                                  | Tunisia                                                                | 3 – 0                                                                  | Guinea Equatoriale                                                     | Qual. Mondiali 2022                                                    | -                                                                      |                                                                        |
| 7-9-2021                                                               | Ndola                                                                  | Zambia                                                                 | 0 – 2                                                                  | Tunisia                                                                | Qual. Mondiali 2022                                                    | -                                                                      |                                                                        |
| 7-10-2021                                                              | Radès                                                                  | Tunisia                                                                | 3 – 0                                                                  | Mauritania                                                             | Qual. Mondiali 2022                                                    | -                                                                      |                                                                        |
| 10-10-2021                                                             | Nouakchott                                                             | Mauritania                                                             | 0 – 0                                                                  | Tunisia                                                                | Qual. Mondiali 2022                                                    | -                                                                      | cap.                                                                   |
| 13-11-2021                                                             | Malabo                                                                 | Guinea Equatoriale                                                     | 1 – 0                                                                  | Tunisia                                                                | Qual. Mondiali 2022                                                    | -1                                                                     |                                                                        |
| 16-11-2021                                                             | Tunisi                                                                 | Tunisia                                                                | 3 – 1                                                                  | Zambia                                                                 | Qual. Mondiali 2022                                                    | -1                                                                     |                                                                        |
| 30-11-2021                                                             | Al Rayyan                                                              | Tunisia                                                                | 5 – 1                                                                  | Mauritania                                                             | Coppa araba FIFA 2021 - 1º turno                                       | -1                                                                     | cap.                                                                   |
| 3-12-2021                                                              | Al Khawr                                                               | Siria                                                                  | 2 – 0                                                                  | Tunisia                                                                | Coppa araba FIFA 2021 - 1º turno                                       | -2                                                                     | cap.                                                                   |
| Totale                                                                 |                                                                        | Presenze                                                               | 44                                                                     |                                                                        | Reti                                                                   | -34                                                                    |                                                                        |